# Seznam lesů, parků a zahrad v Praze

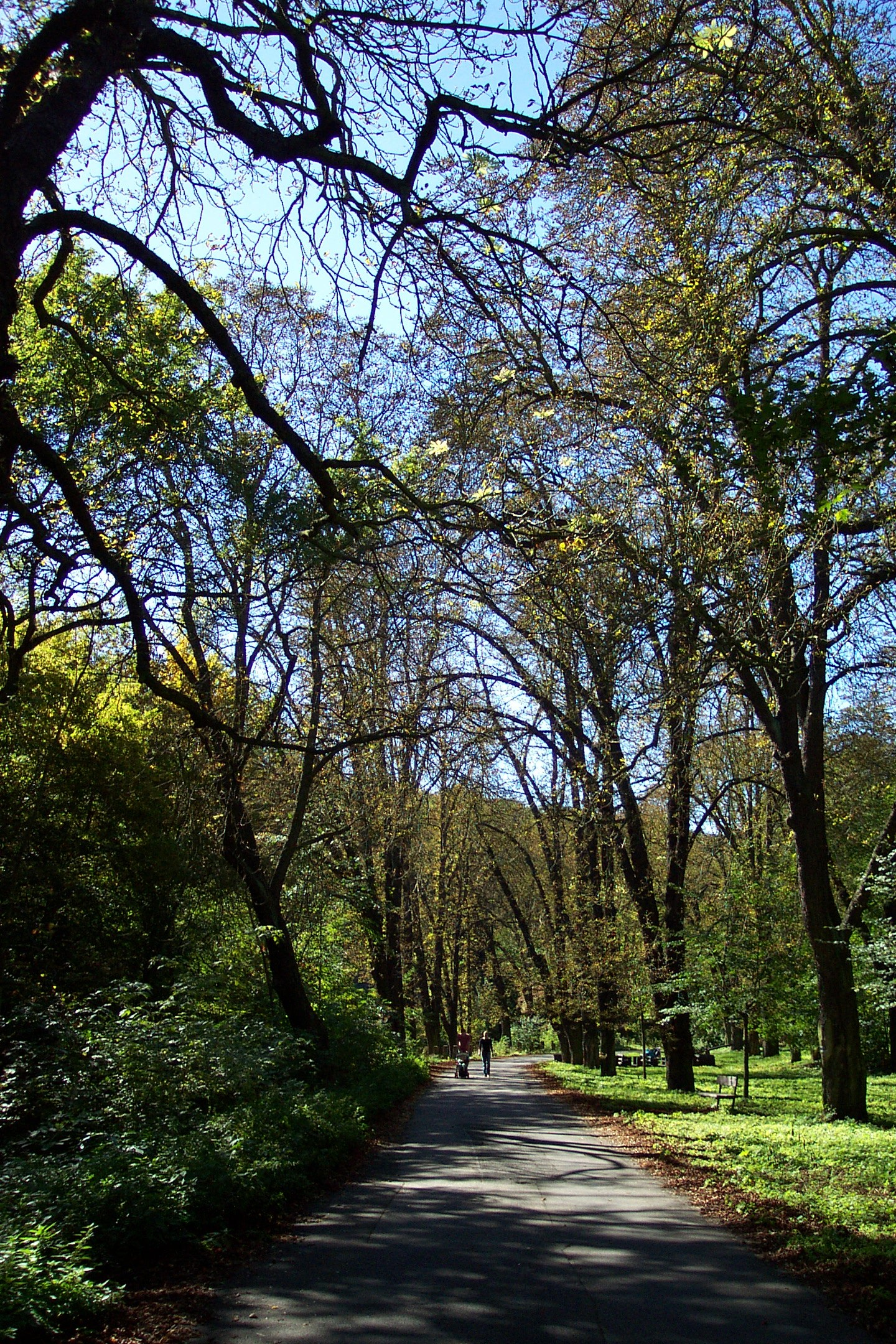
Babí léto v Prokopském údolí

Seznam obsahuje především pojmenované lesy, parky a zahrady v Praze.

## Lesy
Lesy v Praze pokrývají zhruba 10 % z celkové rozlohy města. V roce 2020 je to přes 5 200 ha. Všechny pražské lesy jsou zařazeny do kategorie lesů příměstských a rekreačních podle § 8 Zákona o lesích (289/1995 Sb.).
Asi 2 800 hektarů pražských lesů vlastní hlavní město Praha (po vzniku Velké Prahy, v roce 1923, to bylo pouze 400 hektarů – většina pražských lesů je na územích připojených k městu v letech 1960–1974). Vlastnické právo zastupuje Odbor ochrany prostředí Magistrátu hlavního města Prahy, lesy vlastněné městem obhospodařuje městská organizace Lesy hl. m. Prahy. Výsadbou přibývá přibližně 10 hektarů lesů ročně. V roce 2003 bylo v Dolních Počernicích a ve Vinoři založeno 7,64 ha nových lesních ploch, v roce 2004 bylo nově zalesněno 5,96 ha (Dolní Počernice, Hloubětín, bývalá skládka Řepy), v roce 2005 v Satalicích 3,6 ha. V letech 2008–2010 přibyl lesopark Letňany, 2007–2014 lesopark Vinice, 2016 les Robotka, 2017 les V Panenkách, 2018–2019 les Arborka.
Městské lesy jsou doplňovány rekreačními prvky, parkovou výbavou a uvítacími tabulemi s informacemi o konkrétních lesích. Organizace Lesy hl. m. Prahy má ve správě též většinu pražských potoků a vodohospodářská díla (rybníky, retenční nádrže a dešťové usazovací nádrže), která jsou v majetku města.
Středisko Lesy je členěno na 6 lesnických úseků, spravovaných lesními z hájoven v místě:
- Šárka (595,28 ha: Šárka, obora Hvězda, údolí Únětického potoka, Sedlec)
- Chuchle (608,16 ha: Chuchelský háj, Prokopské údolí, lesopark na Cibulce)
- Hodkovičky (653,99 ha: Modřanská rokle a Cholupický vrch, Kunraticko-michelský les, Zátiší, Kamýk)
- Hostivař (292,49 ha: Hostivařský lesopark, Milíčovský les)
- Běchovice (410,68 ha: Xaverovský háj, část Klánovického lesa, Čihadla)
- Bohnice (404,55 ha: Ďáblický háj, Čimický háj, Bohnické údolí, Smetanka)

Asi 1 000 hektarů lesů na území Prahy vlastní stát, obhospodařuje je organizace Lesy České republiky. Mezi ně patří například Vinořský háj nebo lesy Českého krasu v okolí Radotína.
Přes 1 300 hektarů lesů na území Prahy vlastní jiné fyzické a právnické osoby a církve. Například lesík za depem metra Hostivař patří Dopravnímu podniku hl. m. Prahy, les Velký háj v Braníku (60 ha) patří z větší části skupině fyzických osob, vlastníkem bažantnice v Satalicích je Arcibiskupství pražské.

### Nejvýznamnější pražské lesy
V městských obvodech Praha 1, Praha 2 a Praha 7 lesy nejsou.

#### Praha 3
- Les Krejcárek 15,3 ha (katastr Žižkov, Vysočany)

#### Praha 4

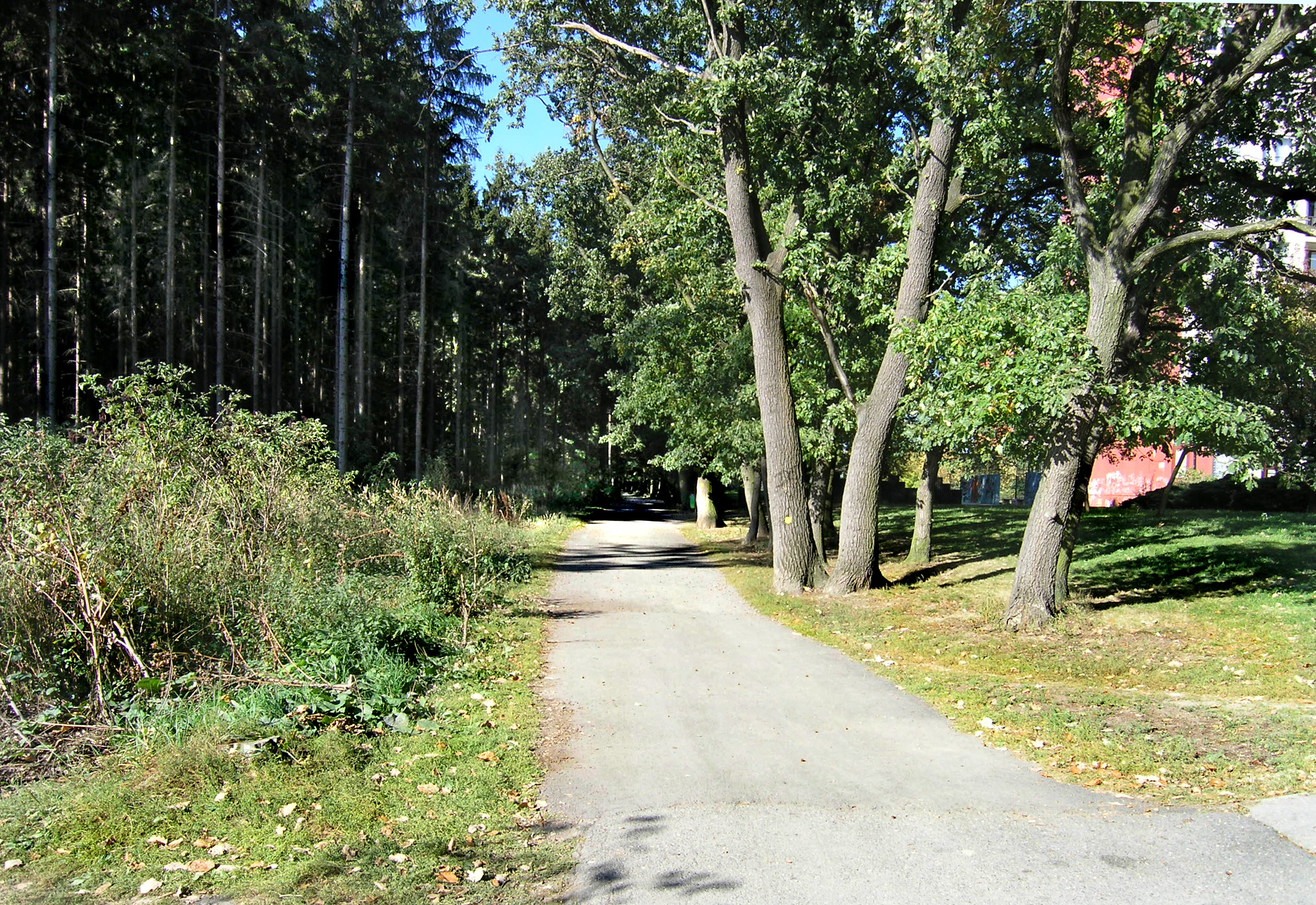
Kunratický les

- Kunratický les (také Kunraticko-michelský les) 284 ha (Krč, Michle, Kunratice, Chodov)
- Lesy v Modřanské rokli a na Cholupickém vrchu 164,3 ha (Cholupice, Libuš, Modřany, Písnice)
- Milíčovský les 81,97 ha (Újezd u Průhonic)
- Lesy v Hodkovičkách 65,1 ha (Hodkovičky, Kamýk, Lhotka)
- Les Kamýk 33,2 ha (Kamýk, Modřany)
- Lesy Tyršův vrch a Bohdalec (část) asi 8 ha (Michle)
- Velký háj 60 ha (Braník) – v soukromém vlastnictví

#### Praha 5
- Lesy v Prokopském údolí a v Dalejském údolí 205,6 ha (Radlice, Jinonice, Hlubočepy, Holyně, Řeporyje)
- Chuchelský háj 124,2 ha (Malá Chuchle, Velká Chuchle)
- Lesopark Cibulka 66 ha (Košíře, Jinonice, Motol)

#### Praha 6
- Divoká Šárka 253,4 ha (Liboc)
- Tichá Šárka 100,4 ha (Dejvice, Lysolaje, Vokovice)
- Obora Hvězda 85,6 ha (Liboc)
- Les Hlásek 29,2 ha (Nebušice)
- Kozí hřbety 40,1 ha (Suchdol)

#### Praha 8
- Drahanské údolí a Bohnické údolí 90,8 ha (Čimice, Bohnice, Dolní Chabry)
- Čimický háj a Ďáblický háj 53 ha (Bohnice, Ďáblice, Kobylisy)

#### Praha 9
- Klánovický les (také Vidrholec, část) 284 ha (Horní Počernice, Újezd nad Lesy, Klánovice)
- Xaverovský háj 100,3 ha (Dolní Počernice, Horní Počernice, Běchovice)
- Les V Panenkách 15,6 ha (Běchovice)
- Lesy na dvojvrší Smetanka a Tábor 48,2 ha (Hrdlořezy, Hloubětín, Vysočany)
- Lesopark Vinice 40,3 ha (Běchovice, Dolní Počernice)
- Les Lehovec a Čihadla 37,1 ha (Hloubětín, Hostavice)
- Lesopark Letňany 36,3 ha (Letňany, Kbely)
- Bažantnice v Satalicích 15,8 ha (Satalice)
- Lesopark Arborka 18 ha (Satalice, Kyje)[4]
- Vinořský háj neboli Ctěnický háj 15 ha (sever Vinoře)

#### Praha 10
- Les Bohdalec (část) asi 8,6 ha (Michle, Vršovice)
- Malešický les 6 ha (Malešice)
- Hostivařský lesopark 146,9 ha (Hostivař, Petrovice)
- Les Robotka 28,4 ha (Dubeč)

## Parky a zahrady

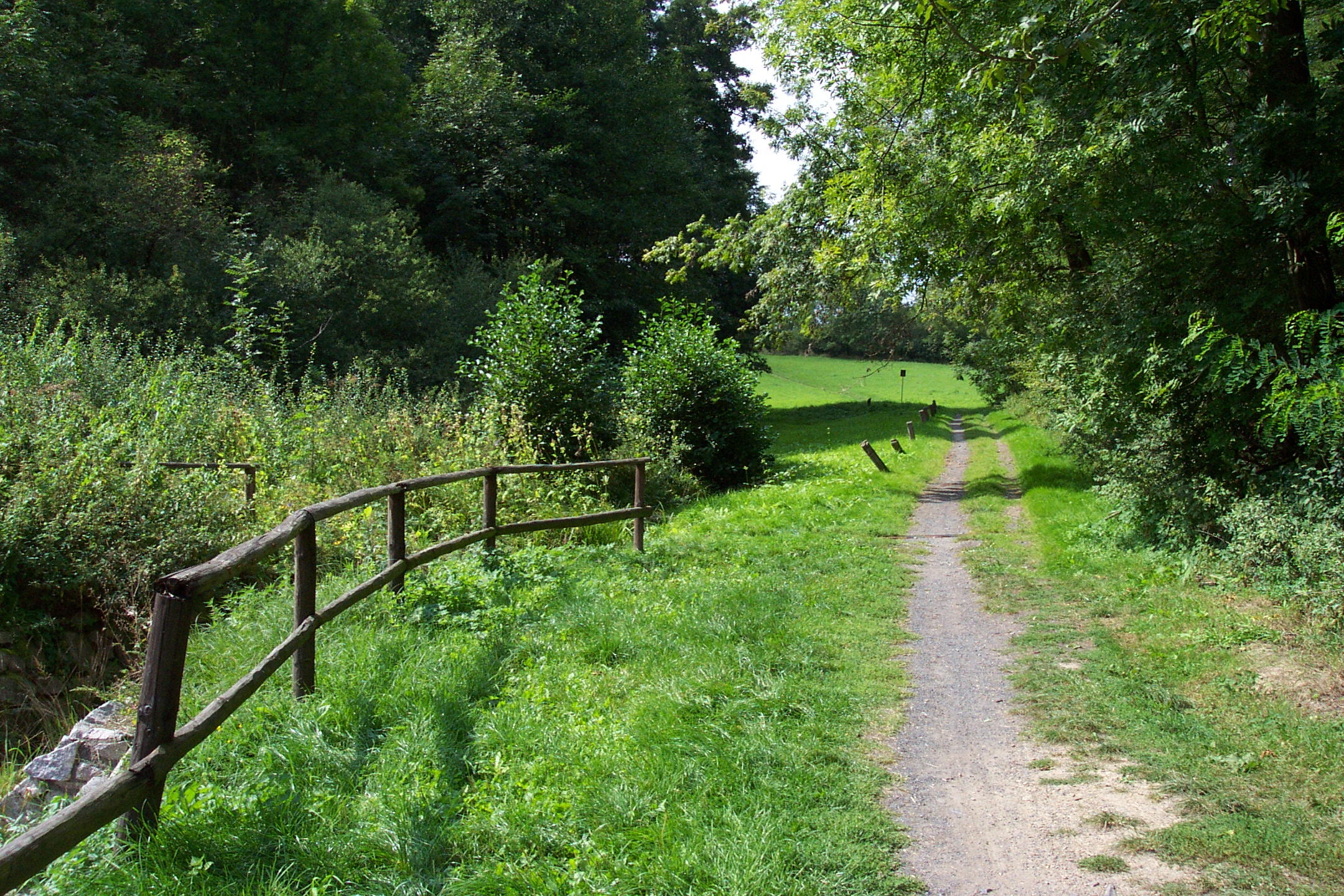
Divoká Šárka, jedna z největších pražských přírodních rezervací

Pražské parky a zahrady jsou různého původu. Některé byly či dosud jsou historickými zahradami patřícími k určitému paláci, usedlosti, klášteru, zámku a podobně. Několik parků sloužilo či slouží jako obora, tedy pro chov zvěře. Nejnovějšími jsou městské parky, které jsou buď součástí některých náměstí, nebo jsou vybudovány kultivací zelených ploch v blízkosti sídlišť nebo jiné obytné zástavby. Zvláštními případy pak jsou botanické zahrady (Pražská botanická zahrada v Troji, Botanická zahrada Univerzity Karlovy na Novém Městě, Botanická zahrada Malešice) a Zoo Praha v Troji, a zhruba polovinou své plochy leží na území Prahy dendrologická zahrada v Průhonicích. V péči městské části Praha 5 je Skalničková zahrada Hlubočepy v Prokopském údolí.
Parkový charakter mají také hřbitovy (viz i Seznam hřbitovů v Praze). Nejvýznamnější a nejrozsáhlejší z nich je komplex hřbitovů na rozhraní Vinohrad a Žižkova, jehož hlavní části se nazývají Olšanské hřbitovy a Vinohradské hřbitovy.
O parky a zahrady v areálu Pražského hradu pečuje Správa Pražského hradu. Palácové zahrady pod Pražským hradem jsou ve správě Národního památkového ústavu.
Předchozím správcem ostatních pražských lesů, parků i zahrad byl od roku 1949 komunální podnik Sady, lesy a zahradnictví Praha (SLZ, od 1. ledna 1989 transformovaný na státní podnik, IČ 00063347, od 10. března 1993 v likvidaci). Parky a zahrady ve vlastnictví města jsou rozděleny do čtyř kategorií podle významu. Ve vlastnictví města je jako parky a zahrady evidováno 2649 ha, tedy asi 5 % z celkové plochy města. Z toho 232 ha je zařazeno do I. kategorie, 71 ha do II. kategorie, 188 ha do III. kategorie a 2157 ha do IV. kategorie. Parky I. kategorie (patřící do skupiny ploch celopražského významu) spravuje přímo Praha (magistrát), a to, stejně jako lesy, Odbor ochrany prostředí magistrátu, který vznikl v červenci 2007 sloučením Odboru městské zeleně a Odboru životního prostředí. Údržbu zajišťuje prostřednictvím dodavatelských firem. Parky II. a III. kategorie a parkově upravené plochy (IV. kategorie) jsou svěřeny městským částem.

### Pražský hrad a palácové zahrady pod Pražským hradem

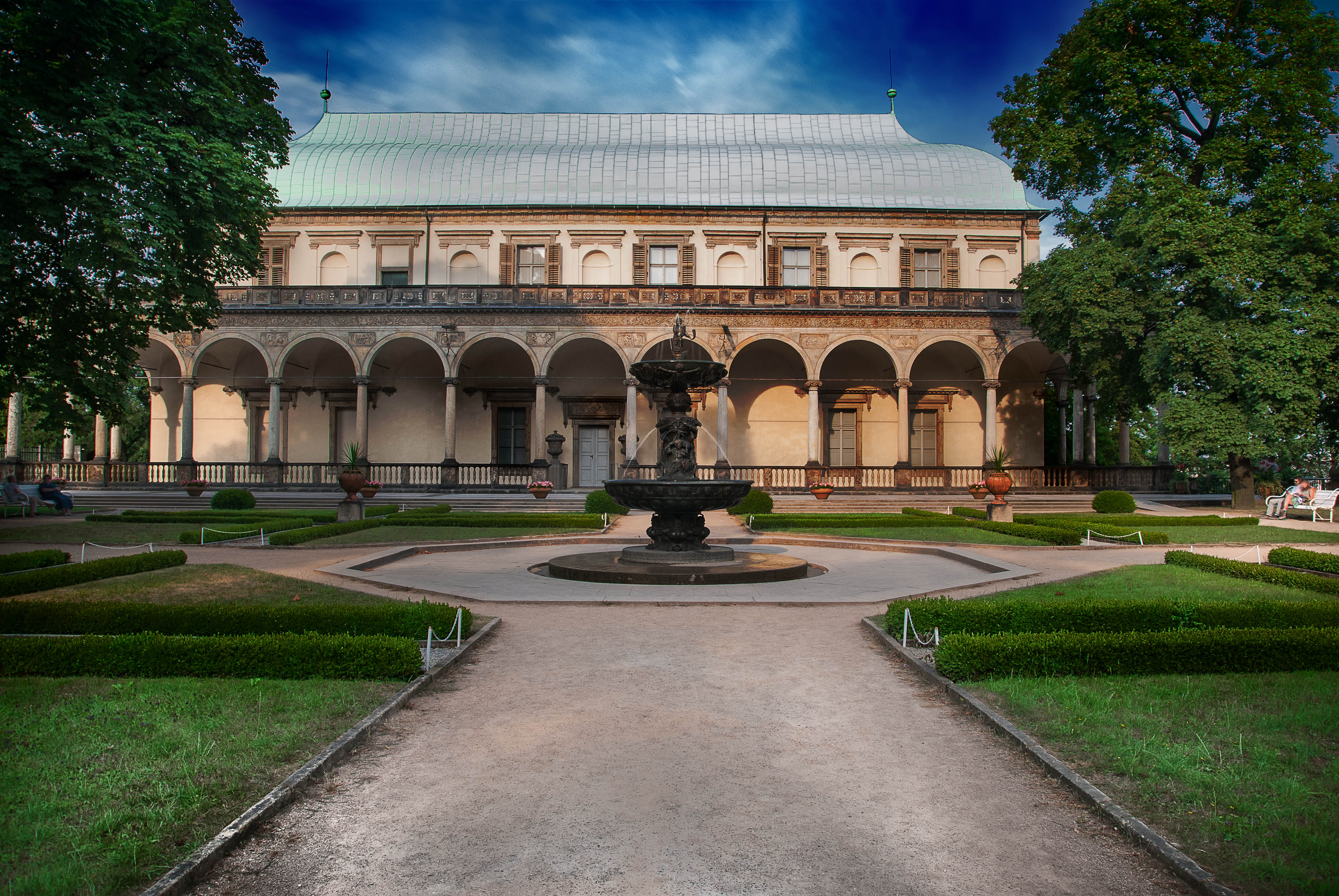
Královská zahrada

- Jelení příkop (nepřístupný) 8,15 ha (horní část 3,09 ha, dolní část 5,06 ha)
- Královská zahrada 3,6 ha
- zahrada Na Baště 2,7 ha
- zahrada Na Valech 1,43 ha
- Rajská zahrada (Pražský hrad) 0,38 ha
- Hartigovská zahrada 0,09 ha
- Svatováclavská vinice 0,39 ha
- Palácové zahrady pod Pražským hradem (Malá Strana), placený vstup:
  - Ledeburská zahrada 0,18 ha
  - Pálffyovská zahrada – Malá a Velká 0,28 ha (Malá 0,08 ha, Velká 0,2 ha)
  - Kolovratská zahrada 0,07 ha
  - Fürstenberská zahrada – Malá a Velká 1,59 ha (Malá 0,09 ha, Velká 1,5 ha)

### Parky a zahrady celopražského významu (I. kategorie)

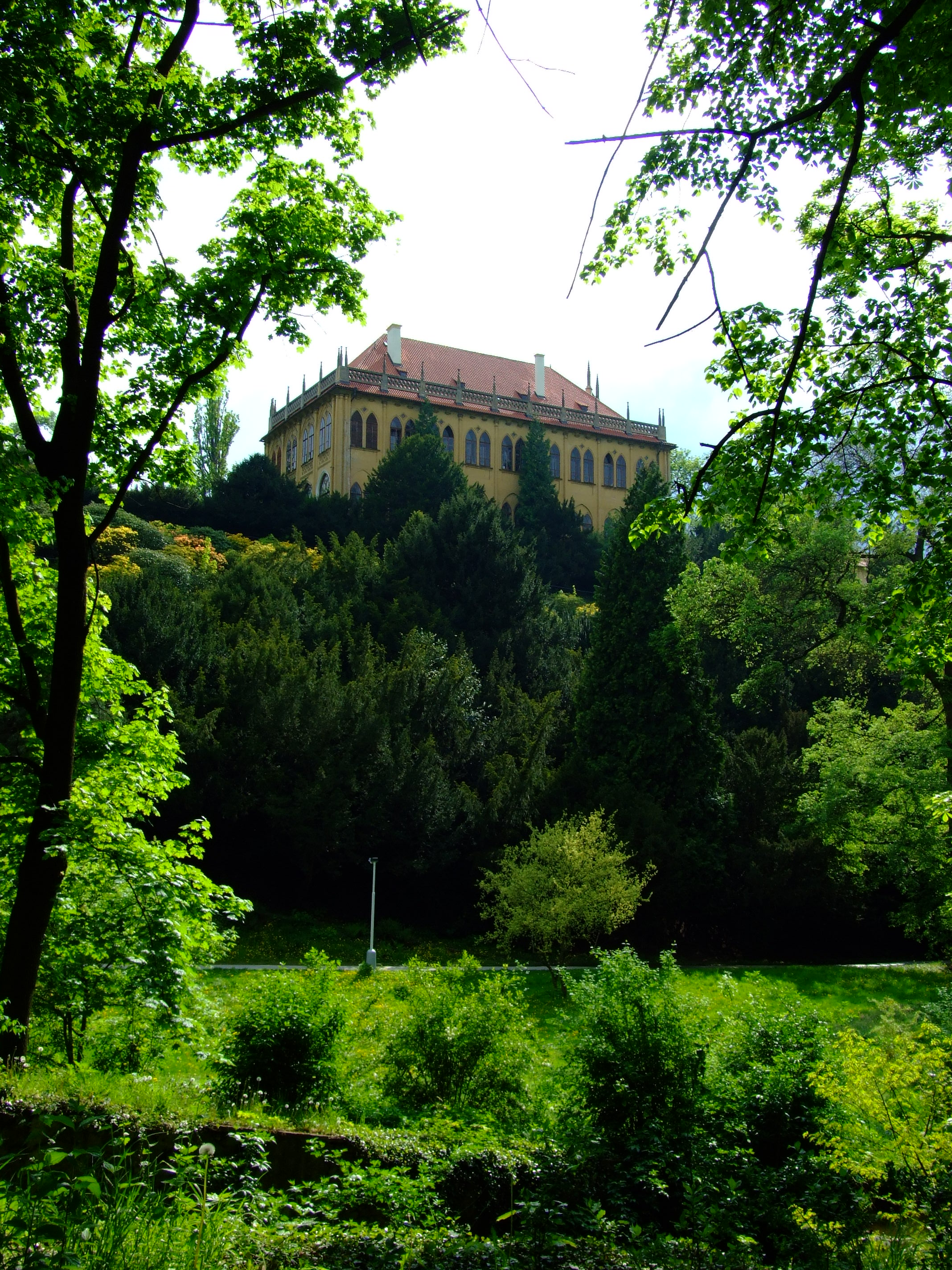
Královská obora, neboli Stromovka

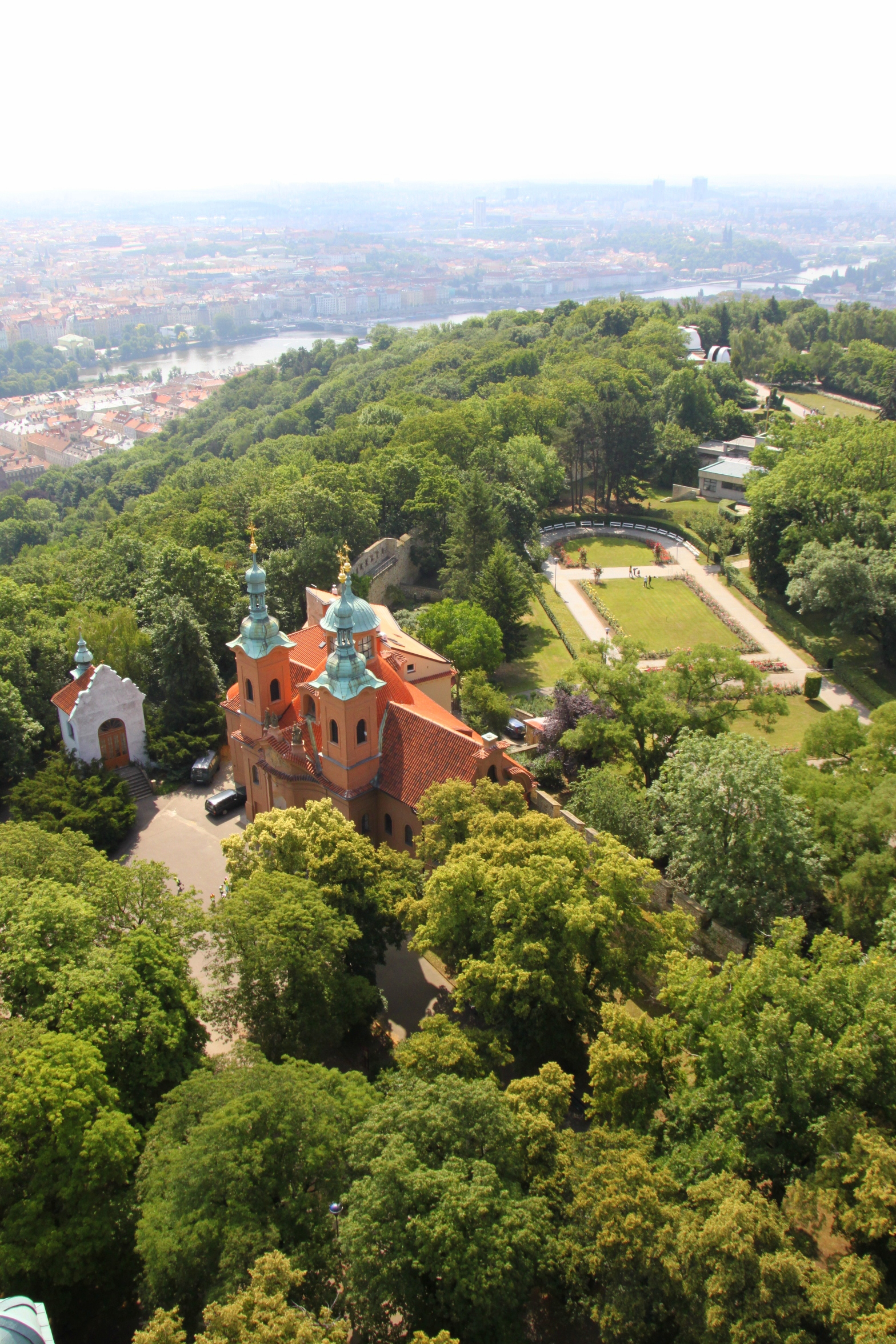
Zahrady na vrcholu Petřína

- Královská obora – Stromovka (Bubeneč) přes 90 ha
- komplex zahrad na Petříně (někdy také Petřínské sady):[9]
  - Velká strahovská zahrada (Hradčany) 11 ha
  - Lobkovická zahrada (Malá Strana) 6,69 ha, přístupná je pouze severní část
  - Park u Petřínské rozhledny (Malá Strana) 2,5 ha
  - Růžový sad se zahradou Květnice (Malá Strana) cca 2 ha
  - Zahrada Nebozízek (Malá Strana) cca 8 ha
  - Seminářská zahrada (Malá Strana) 17 ha
- Kinského zahrada (Smíchov) 17 ha
- Letenské sady (Holešovice) téměř 47 ha
- Park na Vítkově (Žižkov) 14,93 ha
- parková část Obory Hvězda (Liboc)

### Ostatní pražské parky a zahrady
Dále uvedený přehled parků a zahrad – až na výjimky veřejně přístupných – je členěn podle 10 obvodů a vzhledem k velkému počtu pražských parků a zahrad není úplný. Nezahrnuje lesy, parky a zahrady již uvedené výše, ani přírodní parky a přírodní památky uvedené v Seznamu chráněných území v Praze. (V rámci městského obvodu je uspořádání seznamu abecedně po katastrálních územích.)

#### Praha 1 – levý břeh Vltavy
- Černínská zahrada (Hradčany) 1,72 ha
- Horní Lumbeho zahrada (Hradčany) asi 1,5 ha, nepřístupná
- Chotkovy sady (Hradčany) 3,7 ha
- Valdštejnská zahrada (Malá Strana) 1,4 ha
- Vrtbovská zahrada (Malá Strana) 0,31 ha, placený vstup
- Schönbornská zahrada (Malá Strana) 2,68 ha, nepřístupná
- Vojanovy sady (Malá Strana) 2 ha
- Nosticova zahrada (Malá Strana) 0,38 ha
- Park Kampa (Malá Strana) 2,65 ha
- Park Holubička (Malá Strana) 0,25 ha
- Park Na Klárově (Malá Strana) 0,8 ha
- Zahrada Strakovy akademie 1,7 ha

#### Praha 1 – pravý břeh Vltavy

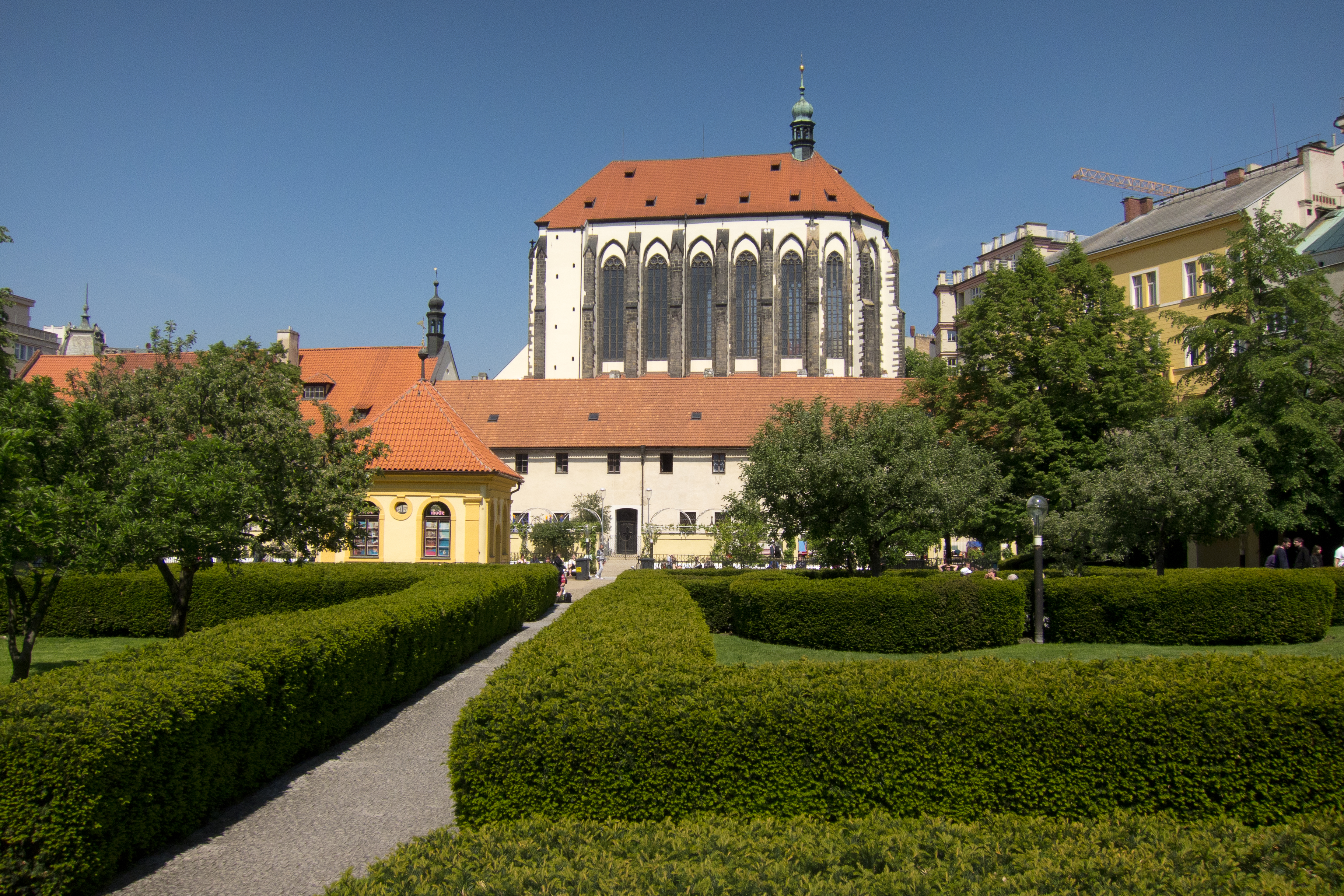
Františkánská zahrada

- Park na Střeleckém ostrově (Staré Město) asi 2 ha
- Park na Slovanském ostrově – Žofín (Nové Město) asi 2 ha
- Františkánská zahrada (Nové Město) asi 0,6 ha
- Vrchlického sady (Nové Město; park před hlavním nádražím, tzv. Pražský Sherwood) 6,1 ha
- Čelakovského sady (Nové Město; za Národním muzeem) 1,3 ha

#### Praha 2

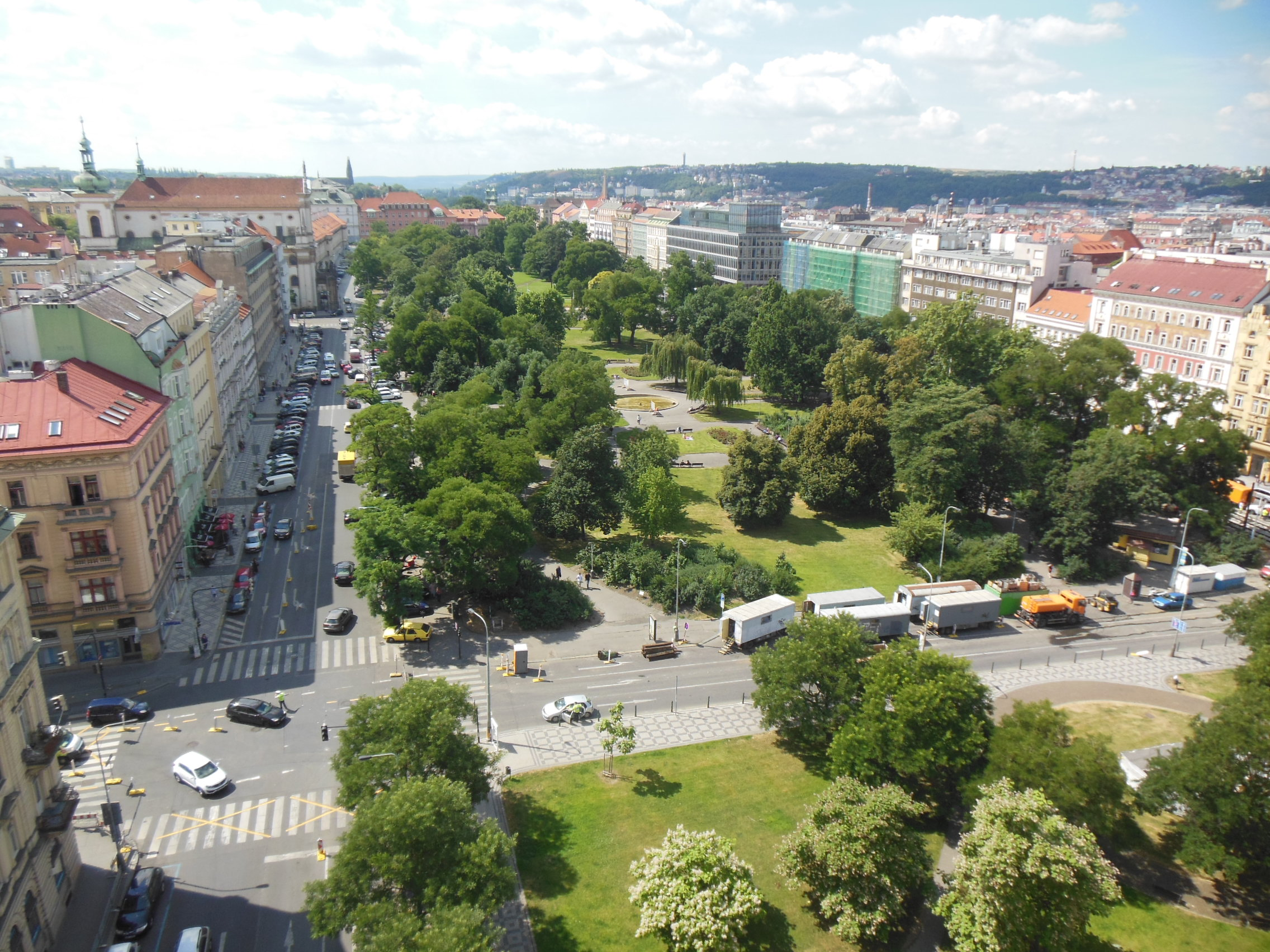
Karlovo náměstí (Praha)

- součásti Národní kulturní památky Pevnost Vyšehrad:
  - Vyšehradské sady asi 2,8 ha
  - Štulcovy sady asi 0,3 ha
  - Karlachovy sady asi 1 ha
- Park na Karlově náměstí (Nové Město) 4,5 ha
- Zítkovy sady (Nové Město; u Palackého náměstí) asi 0,65 ha
- Park Albertov (Nové Město) 0,15 ha
- Park Na Karlově (Nové Město) 0,45 ha
- Karlovské předmostí (Nové Město) 0,39 ha
- Park Ztracenka (Nové Město) 0,7 ha
- Albertovské svahy (Nové Město) 1,03 ha
- Folimanka (Vinohrady; okraj Nuslí, Nuselské údolí) 8,5 ha
- Park Nad Bělehradskou (Vinohrady) 0,98 ha
- Sady Bratří Čapků (Vinohrady) asi 2 ha
- Havlíčkovy sady, Gröbovka (Vinohrady) 11 ha
- Riegrovy sady (Vinohrady) asi 11 ha
- Sady Svatopluka Čecha (Vinohrady) 2,3 ha
- Lumírovy sady (Nusle) 2,4 ha
- Park Neklanova (Nusle) 0,3 ha
- Park Pod Hradbami (Vyšehrad) 1 ha

#### Praha 3
- Park Mileny Jesenské (Vinohrady)
- Mahlerovy sady (Žižkov; zaniklý)
- Rajská zahrada (Žižkov) 1,23 ha
- Vrch svatého Kříže – Parukářka (Žižkov)
- Židovské pece (Žižkov) asi 7 ha

#### Praha 4
- Park Adolfa Borna – ulice V Křovinách (Braník)
- Park U Chodovské tvrze (Chodov)
- Centrální park (Chodov) asi 8 ha
- Zámecký park v Kunraticích (Kunratice) 6 ha
- Alšovy sady (Lhotka)
- Park U Zahrádkářské kolonie (Libuš) 1,4 ha
- Park Jezerka (Nusle, Michle)
- Central Park (Modřany)
- Areál Na Zvonici (Modřany)
- Areál Ráček (Modřany)
- Park U Labe (Modřany)
- Areál VOSA (Veřejný oddechový a sportovní areál, Modřany)
- Park Na Fidlovačce (Nusle) asi 1,3 ha
- Jiráskovy sady (Nusle) 1,9 ha
- Park Družby – Na Pankráci, Centrální park Pankrác (Pankrác) 3,5 ha
- Park Na Topolce (Podolí) 1,15 ha
- Park na Roztylském náměstí (Spořilov)
- Milíčovský vrch (Újezd u Průhonic)

#### Praha 5

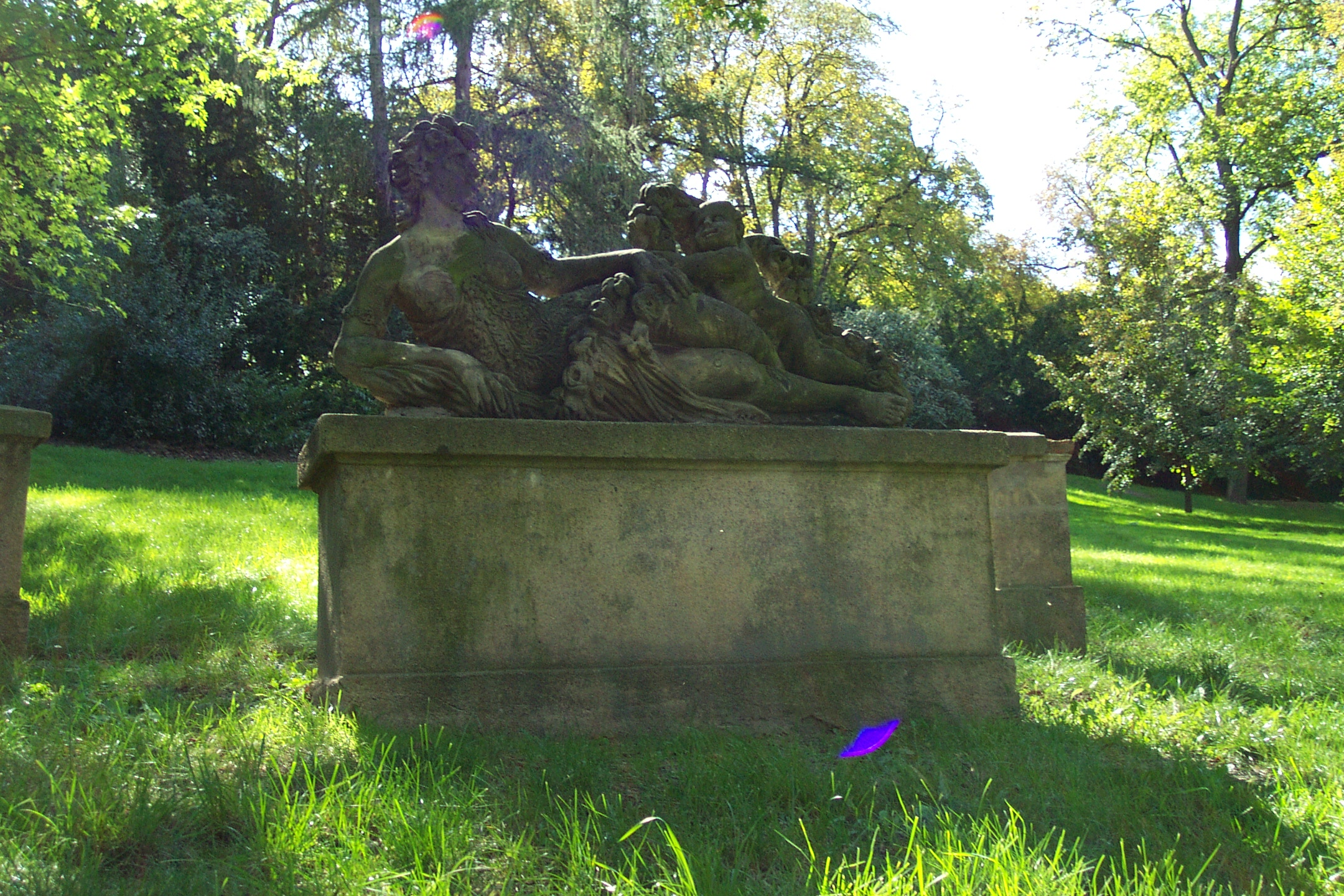
Santoška, socha v parku

- Háj profesora Jedličky (Hlubočepy, u barrandovských teras, součást národní přírodní památky Barrandovské skály)
- Park Bochovská (Jinonice)
- Central park Botanica (Jinonice)
- Park Waltrovka (Jinonice)
- Husovy sady (Košíře) asi 3,4 ha
- Ladronka (Břevnov, Košíře)
- Park Arbesovo náměstí (Smíchov)
- Dienzenhoferovy sady (Smíchov)
- Zahrada Klamovka (Smíchov)
- Park Mrázovka (Smíchov)
- Sady Na Skalce (Smíchov)
- Park na náměstí 14. října (Smíchov)
- Park na náměstí Kinských (Smíchov)
- Zahrada Portheimka (Smíchov) 0,69 ha
- Park Předpolí Dětského ostrova (Smíchov)
- Park Sacré Coeur (Smíchov)
- Zahrada Santoška (Smíchov) 5,64 ha
- Parčík podél Smíchovského hřbitova (Smíchov)
- Park U Smíchovského nádraží (Smíchov)
- Centrální park (Stodůlky) 39,12 ha
- Panská zahrada (Stodůlky)

#### Praha 6
- Park Smiřického (Břevnov)
- Park Generála Lázaro Cárdenase (Bubeneč) asi 2 ha
- Park Willyho Brandta – Bučkovy sady (Bubeneč)
- Šabachův park (Dejvice) asi 0,17 ha
- Park Ch. G. Masarykové (Hradčany)
- Park Marie Terezie (Hradčany) asi 1 ha
- Park Maxe van der Stoela (Hradčany) 2,5 ha
- Morávkův park (Hradčany)

#### Praha 7
- Park na ostrově Štvanice (Holešovice)

#### Praha 8
- Park před Invalidovnou – Sudkovy sady (Karlín) 1,3 ha[10]
- Kaizlovy sady (Karlín) 1,7 ha
- Park na Karlínském náměstí (Karlín) asi 1 ha
- Thomayerovy sady (Libeň) 4,25 ha

#### Praha 9
- Čakovický zámecký park, také Sady vítězství (Čakovice) 7,38 ha
- Sady Husitské revoluce (Čakovice)
- Centrální park Černý Most (Černý Most: sídliště Černý Most I) asi 10 ha
- Zámecký park v Dolních Počernicích (Dolní Počernice) 7 ha
- Park U Čeňku (Dolní Počernice) 16,3 ha
- Park Pilská (Hostavice)
- Park Československých legionářů (Hostavice)
- Vrch Třešňovka (Hrdlořezy) 10 ha
- Park Přátelství (Střížkov: sídliště Prosek) asi 11 ha
- Zámecký park Ctěnice (Vinoř) 2,33 ha
- Sady Na Klíčově (Vysočany)
- Park Podviní (Libeň, Vysočany) asi 4 ha

#### Praha 10
- Panská zahrada (Dubeč) asi 2,5 ha
- Malešický park (Malešice)  8,8 ha
- Park Františka Langera (Michle, Vršovice)
- V Úžlabině (Strašnice)
- Park Na Solidaritě (Strašnice)
- Jiráskova alej (Strašnice)
- Strašnický park, také Gutovka (Strašnice) asi 3,5 ha
- Park Jiřího Karena (Strašnice)
- Park Ivana Jilemnického (Strašnice)
- Bezručovy sady (Vinohrady) asi 1 ha
- Park Ruth Bondyové (Vinohrady, do roku 2023 Park Pod Rapidem) asi 1,1 ha
- Heroldovy sady (Vršovice) 1,43 ha
- Park Jiřiny Haukové a Jindřicha Chalupeckého (Vršovice) 1,3 ha
- Park na Kubánském náměstí (Vršovice)
- Brázdův park (Vršovice)
- Malinová – Chrpová (Záběhlice) asi 1,1 ha